# Turner Broadcasting System
Denna artikel handlar om företaget, för TV-kanalen, se TBS (amerikansk TV-kanal).
Turner Broadcasting System, Inc., ofta känt som Turner Broadcasting System eller endast Turner, är ett amerikanskt multimediajätte  och massmedium-företag grundat 1970 av Ted Turner. Turner äger även några amerikanska TV-kanaler, till exempel CNN, HLN, TBS, TNT, Cartoon Network, Adult Swim, Boomerang och truTV. Turner har huvudkontor i CNN Center i centrala Atlanta. I samma byggnad har även CNN sina studios och kontor.
Sedan 10 oktober 1996 äger Time Warner företaget.